# Oxicloreto de bismuto
Oxicloreto de bismuto é um composto inorgânico de bismuto com a fórmula BiOCl. Ele é um sólido branco brilhante sólido usado desde a antiguidade, nomeadamente no Egito antigo. A onda clara de interferência de sua placa-estrutura dá uma cor pérola de luz iridescente semelhante ao nácar.